# Acrapex ottusa
Acrapex ottusa är en fjärilsart som beskrevs av Emilio Berio 1973. Acrapex ottusa ingår i släktet Acrapex och familjen nattflyn. Inga underarter finns listade i Catalogue of Life.